# Geestelijke gezondheidszorg

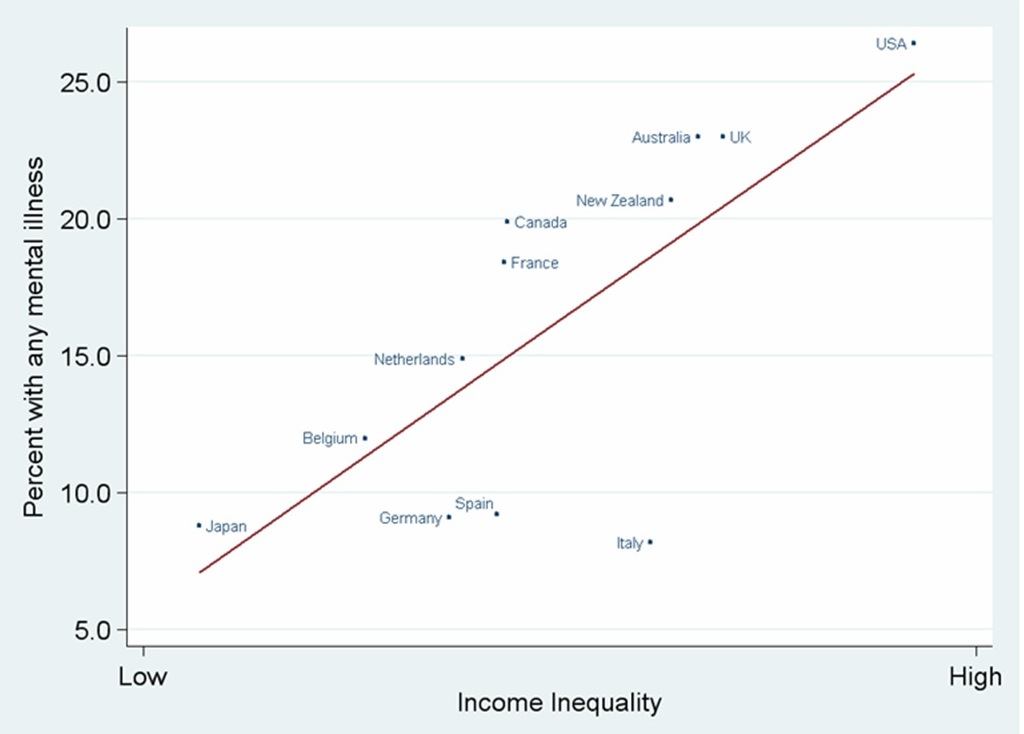
De aanwezigheid van psychische aandoeningen is groter in landen met veel economische ongelijkheid

De geestelijke gezondheidszorg (ggz) is, als vakgebied van de gezondheidszorg, een toegepaste wetenschap die zich met de psychische gezondheid van mensen bezighoudt. Naast onderzoek en studie van deze gezondheid omvat ggz ook toepassing van die kennis om de geestelijke gezondheid en kwaliteit van leven van de mens te bevorderen en/of herstellen. Ook streeft de ggz naar het voorkómen van psychische problemen.
Zowel in Nederland als in België is er geestelijke gezondheidszorg, echter verschillen ze in hoe ze zijn georganiseerd.

## In Nederland
Een op de vier volwassen Nederlanders krijgt in zijn leven te maken met een psychische problemen die behandeling behoeven.
In een studie van Rifka Weehuizen bleek dat de behandeling van veelvoorkomende stoornissen met een hoge ziektelast, zoals burn-out, depressie en angststoornis, een goede kosten-batenverhouding heeft. Het geld dat in de geestelijke gezondheidszorg wordt besteed aan preventie en zorg levert volgens de studie een gemiddelde besparing op van het twintig- tot dertigvoudige aan indirecte kosten.

### Functies
De Nationale Raad voor de Volksgezondheid en Zorg (RVZ) splitste de ggz in 1989 op in de volgende functies:
- Preventie
- Behandeling
- Begeleiding
- Verpleging en verzorging
- Bescherming

Daarnaast rekent de RVZ rehabilitatie van patiënten tot de taak van de ggz. Hierbij leren mensen met blijvende beperkingen hiermee zo goed mogelijk om te gaan.

### Organisatie
De voorzieningen voor ggz in Nederland zijn opgedeeld in zorgcircuits en streven naar samenwerking met andere zorginstellingen.
De volgende zorgcircuits bestaan op dit moment:
- Eerstelijns-ggz
- Ggz-preventie
- Ggz voor kinderen en jeugdigen
- Ggz voor volwassenen
- Ggz voor ouderen
- Ggz voor Langdurige Zorg en Wonen (LZW)
- Forensische psychiatrie
- Verslavingszorg
- Openbare ggz
- Ggz voor volwassenen met een gehoorstoornis

'GGZ Nederland' is de brancheorganisatie voor de geestelijke gezondheidszorg en verslavingszorg in Nederland. Bijna 90% van de instellingen voor ggz in Nederland is bij deze brancheorganisatie aangesloten.

### Eigen risico en eigen bijdrage
Basis-ggz wordt vergoed, afgezien van het algemene eigen risico. Afhankelijk van de polisvoorwaarden kan een aanvullende verzekering meer vergoeden.
De tweedelijnszorg is voor mensen met zwaardere, complexere psychische klachten. Er wordt gewerkt met de zogeheten diagnosebehandelcombinatie (dbc). De behandelingen worden betaald uit de basisverzekering. 
Sinds 1 januari 2012 geldt voor een diagnosebehandelcombinatie (dbc) in de curatieve tweedelijns-ggz een eigen bijdrage van €200. Alleen als de zorgverlener minder dan 100 minuten aan de behandeling of diagnostiek besteedt, is de eigen bijdrage €100. Dit is inclusief de tijd die de behandelaar aan de behandeling besteedt zonder dat er sprake is van direct contact, zoals voorbereiding en verslaglegging. Per kalenderjaar geldt een maximum van €200 voor dit soort eigen bijdragen. De bijdrage is hoger dan die voor een klein aantal zittingen in de eerstelijns-ggz, zodat cliënten worden gestimuleerd om behandeling te zoeken in de eerste lijn.

### Kritiek op benchmarking
Om resultaten van de behandelingen in kaart te brengen, maakt men in de Nederlandse GGZ sinds begin 2000 gebruik van de ROM-vragenlijsten: bij deze methodiek worden op regelmatige basis metingen gedaan om het proces en de uitkomsten van de behandeling te observeren. Na 2011 werden deze gegevens echter ook doorgegeven aan de zorgverzekeraars en werd benchmarking op grote schaal mogelijk. Dit leidde al snel tot grote vraagtekens en verzet vanuit de zorgaanbieders. Er was kritiek op de hoge administratielast en privacy voor de patiënt was volgens onderzoekers en de NZa niet meer gewaarborgd. Sinds 2011 strijdt een verzamelde groep behandelaars uit de GGZ samen in tegen deze manier van gebruik van patiëntgegevens.

## In Vlaanderen
In Vlaanderen is geestelijke gezondheidszorg de zorg met als doel het herstel van het psychisch evenwicht of het draaglijk maken van psychische stoornissen voor patiënten en hun leefomgeving, zodat patiënten mogelijkheden ontwikkelen om terug volwaardig en menselijk te bestaan in de maatschappij.
Mensen zijn geestelijk gezond wanneer ze kunnen omgaan met problemen en ziekten die deel uitmaken van een 'normaal' (beroeps)leven en daarbij een persoonlijk en maatschappelijk engagement tonen. De zorg die daartoe moet leiden:
- moet kunnen verklaard worden (is geen intuïtieve zorg)
- moet leiden tot (duurzaam) herstel (niet enkel genezing)
- staat in voor een positieve benadering ten dienste van patiënten en hun leefomgeving.

### Evolutie

#### Erkenning
Pas na de Tweede Wereldoorlog, in 1948, wordt de geestelijke gezondheidszorg overgeheveld van het federaal ministerie Justitie naar het ministerie van Volksgezondheid. Dit gaat samen met de invoering van psychofarmaca.
In 1975 worden de CGGZ, voorheen dispensaria voor geestelijke hygiëne, door een Koninklijk Besluit erkend. De Dispensaria bestonden voor 1975 naast de Psychiatrische Afdeling Algemeen Ziekenhuis (PAAZ) met bedden voor acute (A) en chronische (T) patiënten.
In 1990 vindt de eerste verplichte omschakeling plaats. Het aantal bedden in een psychiatrisch ziekenhuis (PZ) wordt afgebouwd en verplaatst naar Beschut Wonen. Eén bed in een psychiatrisch ziekenhuis staat gelijk aan acht plaatsen Beschut Wonen. Ook de Psychiatrische Verzorgingstehuizen ontstaan. Een jaar later krijgt de gezinsverpleging in Geel en Lierneux haar wettelijke erkenning.
In 1999 is er een tweede verplichte omschakeling, waarbij het aantal CGGZ in Vlaanderen bij Vlaams Decreet teruggebracht worden van 84 naar 23.

#### Tendensen
De erkenning van de geestelijke gezondheidszorg en haar centra, kan gezien worden in het kader van een viertal tendensen:
- Van intramurale zorg naar extramurale zorg, dus van residentieel naar ambulant, zodat de persoon met psychische kwetsbaarheid zo dicht mogelijk bij huis kan blijven en geïntegreerd kan blijven in het gewone leven of daarin kan re-integreren in plaats van afgezonderd te leven in een instelling
- Vermaatschappelijking van de zorg of hoe men wenst in het gewone leven met psychische problemen om te gaan
- Van medisch model naar biopsychosociaal model of sociaal model waarin er ook met ecologische, economische en ethische aspecten rekening wordt gehouden zoals de betaalbaarheid van de sector, het onderwerp euthanasie
- Differentiatie in behandeling en medicatie waarbij een aanpak op maat het doel wordt (dat niet steeds gerealiseerd wordt of kan worden)
- Specialisatie in de behandeling en medicatie met de opkomst van revalidatie en rehabilitatie voor mensen met chronische of langdurige psychiatrische stoornissen

Ook met de opkomst van de CGGZ blijven mensen met psychische kwetsbaarheid en psychiatrische patiënten gestigmatiseerd. Deze stigmatisering is ten dele het gevolg van zelfstigmatisering en ten dele omdat het ons confronteert met het anders zijn van mensen.

### Organisatie
Binnen de geestelijke gezondheidszorg onderscheidt men onder meer:

#### Centra voor Geestelijke Gezondheidszorg
Een Centrum voor Geestelijke Gezondheidszorg is een extramurale tweedelijnsvoorziening (waarbij er dus geen opname is) die met een multidisciplinair team de cliënten -waaronder veel ex-psychiatrische patiënten- begeleidt. Het zijn mensen die worden geconfronteerd met psychosociale en psychische problemen.

#### Psychiatrische Afdeling Algemeen Ziekenhuis
Psychiatrische Afdeling Algemeen Ziekenhuis zijn meestal kleine afdelingen (30 bedden) die binnen een algemeen ziekenhuis instaan voor de opvang van mensen met een psychiatrische problematiek. Het gaat vooral om kortdurende interventies (urgentiepsychiatrie, crisispsychiatrie) en op liaisonpsychiatrie (psychologisch/psychiatrische benadering van bepaalde patiënten op andere afdelingen.
Meer dan in een psychiatrisch ziekenhuis, is de aanpak in de meeste PAAZ eerder biologisch-psychiatrisch, waar in de psychiatrische ziekenhuizen altijd een multidisciplinaire aanpak centraal staat.

#### Psychiatrische ziekenhuizen
Psychiatrisch ziekenhuizen behandelen enkel cliënten met een psychiatrische problematiek. Ze werken curatief, dat wil zeggen genezend, op een zo kort mogelijke tijd, en stabiliserend. Het PZ is een van de laatste schakels in het geheel van behandelmogelijkheden.
In een psychiatrisch ziekenhuis bestaan, naast de laagdrempelige opnameafdeling, ook nog afdelingen waar mensen aan toegewezen worden op basis van leeftijdskenmerken (geronto-afdeling), ziektebeeld (psychoseafdeling), behandeling (resocialisatieafdeling), beveiliging (gesloten afdeling) of psychosociaal probleem (verslavingsafdeling). Er zijn ook een aantal centrale diensten, zoals een dienst ontspanning in grotere ziekenhuizen.

#### Psychiatrische verzorgingstehuizen
Psychiatrische verzorgingstehuizen zijn eerder een woonvorm dan een behandelingsvorm (eerder "care" dan "cure"), meestal na een opname in een psychiatrisch ziekenhuis. Vooral gestabiliseerde patiënten met weinig perspectief op zelfstandig of beschut wonen kunnen in een psychiatrisch verzorgingstehuis (PVT) terecht.
De PVT ontstonden in de reconversiebeweging van 1990, waarbij psychiatrische ziekenhuizen bedden konden "inruilen" voor bedden PVT of plaatsen Beschut Wonen. Er zijn permanente en uitdovende bedden. De uitdovende bedden betreffen vooral mensen die vroeger ten onrechte werden opgenomen in de psychiatrie (vooral mensen met een verstandelijke handicap). Als zij het PVT verlaten of sterven wordt hun bed niet langer gefinancierd.

#### Beschermd wonen
- Psychiatrische gezinsverpleging is een vorm van zorg waarbij de psychiatrische cliënt bij een gezin verblijft en eventueel in de mate van het mogelijke werkt voor kost en inwoon, en hierdoor mee of terug integreert in het maatschappelijk leven.
- Beschut Wonen

Beschut Wonen is bedoeld voor mensen die geen voltijdse ziekenhuisopname meer nodig hebben, doch niet in staat zijn zich volledig zelfstandig in de samenleving te vestigen. Zij hebben daarnaast een behoefte aan psychosociale ondersteuning. Mensen leven in een studio of in groepjes in hetzelfde huis, begeleid, in de grootst mogelijke zelfstandigheid en gericht naar de maatschappij.

#### Hulpverlening aan drugsverslaafden
- Therapeutische gemeenschappen

In een therapeutische gemeenschap is een samenlevingsvorm van psychiatrisch patiënten waarbij voorzien wordt in een frequente individuele begeleiding, maar daarnaast zijn er ook uiteenlopende groepsgerichte activiteiten (groepstherapie, samen in een kleine gemeenschap leven, vaardigheidstrainingen ...).
- Crisis-interventiecentra
- Dagcentra
- Medisch-sociale opvangcentra
- Medisch-opvoedkundige bureaus

#### Verenigingen van betrokkenen

##### Uilenspiegel
Uilenspiegel is een Vlaamse pluralistische patiëntenvereniging voor mensen met een psychische kwetsbaarheid.

##### Similes
Similes is een Vlaamse vereniging voor gezinsleden en nabijbetrokkenen van personen met psychiatrische problemen.